# 阿薩巴
阿薩巴（英語：Asaba）是西非國家尼日利亞南部的城市，也是三角州的首府，位於尼日爾河西岸的山上，建城於1884年，每年雨季平均雨量6英寸，2006年人口149,603。

## 外部連結
- Asaba Online （页面存档备份，存于）
- Asaba Portal
- Asaba Association Non-profit Group （页面存档备份，存于）